# Phrixa sima
Phrixa sima är en insektsart som beskrevs av Brunner von Wattenwyl 1878. Phrixa sima ingår i släktet Phrixa och familjen vårtbitare. Inga underarter finns listade i Catalogue of Life.